# 姜聲振
姜聲振（韓語：강성진，1971年1月13日—），韓國男演員。

## 演出作品

### 電視劇
- 1997年：KBS《求婚》
- 1997年：KBS《婚紗》
- 1999年：KBS《悲傷誘惑》
- 2003年：SBS《愛情萬歲》
- 2006年：MBC《精彩的一天》飾演 具相燦
- 2007年：SBS《愛情殺手吳水晶》飾演 鄭佑卓
- 2007年：MBC《倒紅酒的惡魔》
- 2008年：MBC《大韓民國的律師》
- 2008年：MBC《那位要來了》
- 2008年：tvN《角力》飾演 吳達植
- 2009年：SBS《兩個妻子》
- 2010年：KBS《榮光的在仁》飾演 楊海鎮
- 2010年：SBS《三姊妹》
- 2010年：KBS《近肖古王》
- 2011年：JTBC《女人兩次化妝時》
- 2012年：SBS《蠑螈道士和影子操作團》
- 2013年：KBS《廣告天才李太白》
- 2013年：tvN《幻想巨塔》
- 2014年：SBS《神的禮物－14天》飾演 車峰燮
- 2014年：tvN《魔女的戀愛》飾演 卞石基
- 2014年：KBS《朝鮮槍手》飾演 金武德
- 2014年：MBC《說出你的願望》（特別演出第88集）
- 2015年：SBS《海德、哲基爾與我》
- 2015年：tvN《隱藏身份》飾演 南仁虎
- 2015年：KBS《拜託了，媽媽》飾演 金光烈
- 2016年：KBS《蔣英實》飾演 錫九
- 2016年：KBS《在天空中的太陽》飾演 崔子章
- 2016年：KBS《Oh My 錦朏》飾演 高俊弼
- 2017年：MBC《歸來的福丹芝》飾演 黃金奉
- 2017年：MBC《Two Cops》飾演 池達浩
- 2019年：SBS《Big Issue》飾演 林德勳
- 2019年：tvN《偉大的Show》飾演 韓東男
- 2020年：SBS《火鳥2020》飾演 姜社長
- 2024年：KBS2《無血無淚》飾演 裴將軍
- 2025年：U+Mobiletv《拿著手術刀的獵人》飾演 警察局長

### 電影
- 1991年：《十九歲绝望邊緣所唱的唯一愛情之歌》
- 1992年：《媽媽先生》
- 1993年：《特警冤家》
- 1994年：《年輕男子》
- 1994年：《殺妻秘笈》
- 1995年：《媽媽有了新男友》
- 1996年：《兩個警察》
- 1997年：《孩子誰來管》
- 1998年：《鋤暴特警3》
- 1998年：《愛上朋友的姐姐》
- 1999年：《加油站襲擊事件》
- 2000年：《幽靈的士》
- 2001年：《新羅月夜》
- 2001年：《大佬鬥和尚》
- 2002年：《撻著火機》
- 2003年：《逆轉人生》
- 2003年：《實尾島風雲》
- 2004年：《黎明殺機》
- 2006年：《野獸》
- 2007年：《高招對決》
- 2007年：《權順粉女士綁架事件》
- 2010年：《夢想成真》
- 2013年：《傳說的拳頭》
- 2013年：《頂級明星》

### MV
- 2007年：金烔完《手帕》

### 綜藝節目
- 2016年：《舊屋變新居》EP.21
- 2018年：《Busted！明星來解謎》EP.9

## 外部連結
- NAVER （页面存档备份，存于）